# Qat
Qat é o principal deus da mitologia oral das Ilhas Banks, um pequeno arquipélago do norte de Vanuatu, na Melanésia.
Embora ele nunca foi adorado como uma divindade propriamente dito, o folclore dessa população animista tradicionalmente uma vez referido, e ainda o fazem, para Qat como o espírito de quem nós, humanos, devemos vários elementos da nossa cultura: 
1. O mundo em si (na forma dos arquipélagos Torres e Banks)
2. A noite
3. A morte
4. As mulheres
5. As regras de casamento
6. A proibição do incesto

bem como a linguagem da música em uso em toda a área (conhecida localmente como "a linguagem Qat").
Nos tempos modernos, Qat é por vezes assimilado ao Deus cristão.